# Bad Bocklet
Bad Bocklet település Németországban, azon belül Bajorországban. Lakosainak száma 4777 fő (2023. december 31.).

## Népesség
A település népessége az elmúlt években az alábbi módon változott:
| Lakosok száma | 3491 | 2236 | 4473 | 4459 | 4550 | 4565 | 4568 | 4580 | 4702 | 4777 |
|               | 1970 | 1975 | 2011 | 2012 | 2014 | 2015 | 2017 | 2019 | 2022 | 2023 |